# Náměšť na Hané
Náměšť na Hané (Hanna-dialect: Náměšč en Duits: Namiescht) is een Moravische vlek (městys) in de Tsjechische regio Olomouc, en maakt deel uit van het district Olomouc. Náměšť na Hané telt 2164 inwoners (2023). Op het grondgebied van de gemeente bevindt zich de spoorweghalte Náměšť na Hané aan de spoorlijn van Červenka naar Prostějov en de lijn van Olomouc naar Drahanovice. Naast de plaats Náměšť na Hané liggen ook de plaatsen Biskupství en Nové Dvory binnen de gemeentegrenzen.

## Geschiedenis
- 1276 – De eerste schriftelijke vermelding van Náměšť na Hané.
- 1949 – De toenmalige gemeente Náměšť na Hané gaat samen met de gemeente Biskupství tot de nieuwe gemeente Náměšť na Hané.
- 2007 – De gemeente Náměšť na Hané krijgt (opnieuw) de status vlek.[1]

## Aanliggende gemeenten
| Aangrenzende gemeenten | Aangrenzende gemeenten | Aangrenzende gemeenten | Aangrenzende gemeenten | Aangrenzende gemeenten |
| ---------------------- | ---------------------- | ---------------------- | ---------------------- | ---------------------- |
| Senice na Hané         |                        | Senička                |                        | Senice na Hané         |
|                        |                        |                        |                        |                        |
| Olbramice, Laškov      | Loučany                |                        |                        |                        |
|                        |                        |                        |                        |                        |
|                        |                        | Drahanovice            |                        |                        |